# نسکند (سرباز)
نسکند، روستایی که مرکز بخش نسکند شهرستان سرباز در استان سیستان و بلوچستان ایران است.

## جمعیت
این روستا در دهستان نسکند قرار دارد و براساس سرشماری مرکز آمار ایران در سال ۱۳۹۵، جمعیت آن ۸۰۲تن(۲۰۵خانوار) بوده‌است